# Rudżm Umajrat
Rudżm Umajrat (arab. رجم عميرات) – wieś w Syrii, w muhafazie Aleppo, w dystrykcie Dżabal Siman. W 2004 roku liczyła 636 mieszkańców.